# Need for Speed: Hot Pursuit 2
Need for Speed: Hot Pursuit 2 er et bilspil udgivet af EA Games i 2002, og var det første spil i Need for Speed-serien til Playstation 2.

## Løbene
Her er en liste over de spil, der er med i spillet.
Sprint: Et langt løb, hvor du skal komme fra det ene punkt, til det andet.
Tidsløb: 3 runder i dette løb, hvor det gælder om, at slå den afsatte tid, for at få guld/sølv/bronze.
"Knockout"": Den kører, som når målstregen sidst, ryger ud!
Løbet fortsætter, indtil der kun er en kører.
Turnering: Et antal løb, hvor du vinder, ved at have indsamlet flest point, i slutningen af turneringen.
Politikører: I dette løb, vælger spilleren en politibil, hvorefter det er meningen, at stoppe biler, der kører for hurtigt.
Spilleren kan tænde og slukke for sirenen, og tilkalde forstærkning. Du fanger de hurtige billister, ved at støde ind i dem gentagne gange, hvorefter du kan arrestere dem.
Frit løb: Her kan du køre, som du vil. Du kan selv bestemme, om der skal være trafik, politibiler, eller kun dig, lige ud ad landevejen.